# Stefan Haenni
Stefan Haenni, né le 4 août 1958 à Thoune, est un peintre et écrivain suisse.

## Biographie
Stefan Haenni étudie à l'école supérieure des beaux-arts de Berne, l'histoire des arts et la psychologie à l'université de Berne et pour sa thèse à l'université de Fribourg. Avec ses tableaux Haenni a obtenu en 1980 son premier succès. Il a réalisé entre autres les portraits de l'écrivain arabe Naguib Mahfouz et de la peintre surréaliste suisse Meret Oppenheim.
Haenni a trouvé son thème principal de la peinture orientale après une visite en Égypte en 1990. Œuvres comme West-östlicher Divan de Goethe, les séries des Monde Arabe et Lawrence d'Arabie – nouveaux tableaux sur un film vieux. « Les peintures de Haenni vivent de l’affection pour le monde de l’Orient sans nier leur ancrage dans la culture occidentale et sont des messagers si importants de la compréhension internationale qu’aucun autre artiste suisse n’a à montrer dans cette persévérance et en même temps sa légèreté. »
Les œuvres de Stefan Haenni sont présentes aux musées de beaux-arts en Suisse, et aux banques suisses (BCBE, Credit Suisse et UBS.)
Depuis 2009 il est également actif en tant qu'écrivain. Il a écrit plusieurs romans policiers sur le détective privé de Thoune Hanspeter Feller (Gmeiner Verlag). Les trois premiers romans Narrentod, Brahmsrösi et Scherbenhaufen forment la Trilogie du crime de Thoune, dans laquelle le bouffon de la cour Charles le Téméraire comme Fulehung, Johannes Brahms avec la Sonate de Thoune ou Heinrich von Kleist avec "la cruche brisée" étaient au centre de l’intrigue. En outre, Haenni a publié de nombreuses nouvelles policières, dont la plupart se situent dans l’Oberland bernois et l’Oberland zurichois.
Dans le roman policier contemporain Eiffel’s Guilt (2023), Haenni décrit le plus grand accident ferroviaire de Suisse, causé en 1891 par l’effondrement du pont ferroviaire près de Münchenstein construit par Gustave Eiffel, et il raconte l’histoire d’un survivant qui, à travers les événements tragiques, est sur la piste d’un crime sournois.
Il vit à Thoune.

## Expositions (sélection)
- 1979, 1985 : Weihnachtsausstellung, Musée de l'art moderne, Thoune
- 1984 : Stefan Haenni, Galerie Wendeltreppe, Schloss Schadau, Thoune, Suisse
- 1988 : Project au lait, Intermilch, Ostermundigen
- 1988 : Vérnissage sans tableaux, Galerie am Kreis, Berne
- 1989 : People and Portraits, Swiss Institute, New York
- 1990 : Projekt Querschnitt, Kinomuseum Moskau
- 1991 : Projekt Querschnitt, Freiraum Helmkestrasse, Hannovre
- 1991 : Querschnitt – les éditions, Weisser Saal, Musée d'art moderne, Berne, Suisse
- 1995 : Mannsbilder – Frauenzimmer, Sylvie Fleury, David Hockney, Stefan Haenni, Galerie Martin Krebs, Berne
- 1997 : Nouveaux tableaux de l'Égypte, Galerie Martin Krebs, Berne
- 1997 : Du commencement de l'art, musée d'arte moderne, Olten/Switzerland
- 1999 : Konnex Kairo, Musée de l'art moderne, Thoune, Suisse
- 1999 : The promised Rosegarden, Galerie Martin Krebs, Berne
- 2006 : Du Niesen aux pyramides, Galerie Martin Krebs, Berne
- 2008 : Orient et Oczident, Villa Schüpbach, Art Collection Steffisburg
- 2013 : A bed of roses, Galerie Martin Krebs, Berne
- 2013 : Dazzling, New pictures and tondos, Galerie Martin Krebs, Berne
- 2018 : Printemps oriental, Galerie Hodler, Thoune

## Les romans policiers
Ses romans policiers se passent dans la région du Oberland bernois, par exemple à Thoune, Berne et Interlaken.
- Narrentod. Fellers erster Fall. Gmeiner, Messkirch 2009,  (ISBN 978-3-89977-799-4).
- Brahmsrösi. Fellers zweiter Fall. Gmeiner, Messkirch 2010,  (ISBN 978-3-8392-1036-9).
- Scherbenhaufen. Fellers dritter Fall. Gmeiner, Messkirch 2011,  (ISBN 978-3-8392-1193-9).
- Berner Bärendreck. Fellers vierter Fall. Gmeiner, Messkirch 2019,  (ISBN 978-3-8392-2484-7).
- Tellspielopfer. Fellers fünfter Fall. Gmeiner, Messkirch 2020,  (ISBN 978-3-8392-2594-3).
- Todlerone - Winterkrimis. Gmeiner, Messkirch 2020,  (ISBN 978-3-8392-2763-3).
- Zürihegel - Winterkrimis. Gmeiner, Messkirch 2022,  (ISBN 978-3-8392-0319-4).
- Eiffels Schuld - Das grösste Eisenbahnunglück der Schweiz. Gmeiner, Messkirch 2023,  (ISBN 978-3-8392-0477-1)